# Áji vízesések
A szlovákiai áji vízesések a magyar határ közelében fekvő áji völgyben, Áj és Ájfalucska falvakat összekötő út közelében találhatók. Ezt az utat olasz katonák építették 1912-ben. Ezen az aszfaltúton három útjelző tábla hívja fel a figyelmet a vízesésekre. Minden évszakban látogatható, azonban a vízmennyiség az időjárástól függ. A több kisebb-nagyobb teraszról lezúduló Garádics-patak helyenként szép vízeséseket alkot. A lezúduló víz hangja már messziről jelzi jelenlétüket, mely sajátos hangulatot kölcsönöz a helynek.

## Állat és növényvilág
Az áji völgy és a karsztszurdok hossza körülbelül 6,5 km. Ritka növény- és állatfajok fordulnak itt elő. A növényvilág sokfélesége és bősége a vegetációs zónák inverziójának köszönhető. Ez a völgy választja el a Szlovák Karszt két legkeletibb fennsíkját, a Szádelői fennsíkot és a Jászói fennsíkot. A völgyben folyó Áj patak, az Ördöghídtól kezdődően a szurdok végén lévő travertínó gátakon a 300 méteres magasságkülönbségeknek köszönhetően zuhatagok és tíz különböző méretű vízesés rendszerét hozza létre. Az Ájt és Ájfalucskát összekötő út az úgynevezett Ördöghíd mellett halad el, mely a völgy legszűkebb pontját képezi, és amelyet robbantással szélesítettek ki, hogy megépíthessék az Ájfalucskába vezető utat, ahol az út mindössze 10 méter széles, és 100-150 méter magas sziklafalak veszik körül. Az Áj patak végig az aszfaltút mellett csörgedezik, és jó minőségű karsztvíz forrásból ered. Ez a patak látja el Áj ivóvíz-szükségletét is. A vízmosta mészkődarabokat a nép darázskőnek nevezi. Az egyes vízesésekhez népi mondák is fűződnek. 

## Történelem
Az áji vízesések nemcsak a természet, hanem az emberi kéz alkotásai is, mivel az áji völgyben a múltban kisebb travertínóbányák és kőbányák működtek. A travertínó a mészkő egy fajtája, amely édesvízi ásványi - vagy termálforrásokból származó víz kicsapódásával keletkezik, és amelyet építő - és burkolókőnek használnak.

## Földrajz
Az Áj patak körülbelül 14 kilométer hosszú, és a Torna patak bal oldali mellékága. A Szlovák-karszt és a Rozsnyói-hegység (Pipityke alhegység) határán emelkedik a kiemelkedő Szarvas csúcs (947 m) és az Ájfalucskai fennsík (814 m) alatt. A vízesések 1-7 méter magasak, és bőségük a csapadék mennyiségétől függ. Télen a vízesések nagyon gyakran befagynak, és jégfalakat alkotnak. Ezáltal lélegzetelállító műalkotásokat hoz létre a víz és a fagy. A nyári hónapokban kellemes hűvös lengi körül a vízesések környékét a patak hűs vize miatt. A terebélyes fák is kellemes árnyékot nyújtanak. 

## A vízesések
A legnagyobb és leglátogatottabb és vízesések közé tartoznak Ájtól Ájfalucskáig sorrendben:
1. Alsó-áji-vízesés (329 m tengerszint feletti magasság) 5 méteres magassággal (ez a vízesés az aszfaltútról 1-es vízesésként van jelölve, és van egy turista útkereszteződés is “Áji vízesések“ néven 360 m tengerszint feletti magasságban)
2. Nagy-híd-vízesés (342 m tengerszint feletti magasság), magassága kb. 3,1 m
3. Kis-áji-vízesés (349 m tengerszint feletti magasságban), kb. 2 m magas
4. Kishíd-vízesés (355 m tengerszint feletti magasság), magassága kb. 3 m
5. Áji-vízesés (360 m tengerszint feletti magasság), magassága kb. 1,5 m
6. Kövesvályú-vízesés (365 m tengerszint feletti magasságban), magassága kb. 1,4 m
7. Smaragd-vízesés (370 m tengerszint feletti magasság), magassága kb. 1,7 m
8. Nagy-áji-vízesés (373 m tengerszint feletti magasság), magassága kb. 7 m (ez a vízesés az aszfaltútról 2-es vízesésként van jelölve)
9. Középső-áji-vízesés (387 m tengerszint feletti magasság) magassága 5,9 m (ez a vízesés az aszfaltútról a 3. számú vízesésként van jelölve)
10. Felső-áji-vízesés (396 m tengerszint feletti magasság) magassága 5,3 m (ez a vízesés az aszfaltútról 4-es vízesésként van jelölve)

A Nagy-áji-vízesésnél pavilon, padok és tűzrakóhelyek állnak a turisták rendelkezésére. Tüzet csak az arra kijelölt helyen engedélyezett rakni. A Középső-áji-vízesésnél is van egy pad, ahonnan csodálhatjuk a vízesést. Áj községből Ájfalucska községbe közvetlenül az Áji völgyön keresztül vezet a sárga turistaút és a piros kerékpárút. Bár a falvak közötti szintkülönbség körülbelül 400 méter, az Ájfalucska felé vezető út gyalog könnyű, enyhe emelkedővel. Kerékpárral is megközelíthető a vízesések többsége, azonban ez csak a gyakorlott kerékpározóknak ajánlott a nagy szintkülönbségek miatt. Az aszfaltút mellett párhuzamosan vezet egy ösvény az Áj patak mellett. Ezen az úton körülbelül 15-20 perc alatt el lehet jutni a Nagy-áji-vízeséshez. Ez a patak menti ösvény csak gyalogosan járható. Fokozottan kell ügyelni a növényzet védelmére és a patak tisztán tartására, valamint az állatvilág meg nem zavarására, mivel a Szlovák Karszt Nemzeti Park része a vízesés és a körülötte elterülő erdők is. 

## Megközelítés
Áj község Torna városánál lekanyarodva érhető el, amely a Zólyom - Losonc–Rozsnyó–Kassa-útvonalon vezető I. osztályú 16-os (I/16) út mellett található. Kassa irányában balra, Rozsnyó irányában pedig jobbra található az Áj felé vezető letérő. A falu autóbusszal is megközelíthető mind Kassa, úgy Rozsnyó felől is, azonban Torna községben át kell szállni mindkét esetben. Tornáról naponta három busz közlekedik Ájba oda-vissza. A legközelebbi vasútállomás is Tornán található, a 2023-as menetrend szerint minden Kassa-Zólyom vonalon közlekedő gyorsvonat megállt itt. 
Közvetlenül a faluból a sárga turistaúton Ájfalucska irányába haladunk tovább felfelé az aszfaltúton az első útjelző tábláig (Áji vízesések 360 m tengerszint feletti magasságban) kb. 15-20 percig. A második (nem turista) útjelző tábla az elsőtől kb. 5-7 percre található a fent említett sárga jelzésen Ájfalucska irányába (itt található a Nagy-áji-vízesés és a Középső-áji-vízesés). A harmadik (nem turistajelzés) a második jelzőtáblától kb. 30 m-re található. Keskeny ösvényen a híd alá érünk, ahol a Felső-áji-vízesés található.  
Ha autóval közelítjük meg a vízeséseket, csak a második vízesést jelző táblánál állhatunk meg (itt található a Nagy-áji-vízesés), azonban ügyelni kell a közlekedési táblákra, mivel itt sem bárhol szabad parkolni, csak az arra kijelölt helyen. Az első (turista) jelzésnél (a híd felett található az Alsó-áji-vízesés) tilos megállni. Egy kis parkoló található közvetlenül a völgyben, a két vízesést jelző tábla között, a GPS-koordináták: N 48°38.285′ E 020°51.0005′. Az Ördöghídnál is van lehetőség parkolására. Ájban is vannak parkolók a községháza mögött, ahonnan szintén kényelmesen megközelíthetőek az Áji vízesések. Ez a parkoló is ingyenes. A vízesések gyalogosan is megközelíthetők Áj faluból az erdei ösvényen, amely az utolsó ház kerítésénél kezdődik. Ez az út szinte az összes vízeséshez elvezet (kivéve a Felső-áji-vízesést, amely csak az útról érhető el).